# Flying High Again
Flying High Again – singel brytyjskiego wokalisty i muzyka Ozzy’ego Osbourne’a, promujący wydany 7 listopada 1981 roku album Diary of a Madman. Został wydany w formacie winyl 7” w 1981 roku w Kanadzie, Stanach Zjednoczonych i Europie nakładem Jet Records. Singel dotarł do 2. miejsca notowania Mainstream Rock Tracks, publikowanego przez tygodnik Billboard.

## Opis i geneza
Tekst utworu „Flying High Again” dotyczy zażywania narkotyków, tematu dobrze znanego Ozzy’emu Osbourne’owi – zanim w 1991 roku całkowicie uporał się z uzależnieniem, bardzo często pozostawał pod wpływem substancji psychoktywnych. Chociaż narkotyki stanowiły dużą część życia wokalisty, niewiele piosenek w jego dorobku dotyczy tej tematyki. Oprócz „Flying High Again” są to jeszcze „Road to Nowhere”, opowiadająca o życiu Osbourne’a przed zerwaniem z nałogiem w 1991 roku, oraz dwie nagrane z zespołem Black Sabbath: „Snowblind” dotycząca kokainy i „Sweet Leaf” dotycząca marihuany. Rozmawiając z magazynem Spin w 1986 roku, wokalista wypowiedział się na temat uzależnienia i jego wpływu na swoją twórczość następująco: 

Kiedy byłem narkomanem, pisałem takie rzeczy jak „Flying High Again”, „Snowblind”, całe to gówno. Ale pewnej nocy pomyślałem: „Cholera, śpiewam piosenkę o tym, a zaraz potem śpiewam piosenkę przeciw temu”. Chodzi jednak o to, że to jest OK. Ponieważ byłem tam, gdzie byłem, gdy to pisałem, więc dlaczego nie miałbym tego zrobić? To część mojego życia.

Osbourne napisał „Flying High Again” wspólnie z gitarzystą Randym Rhoadsem, basistą Bobem Daisleyem i perkusistą Lee Kerslake’em. Za większość tekstu odpowiadał jednak Daisley, który po latach stwierdził, że zainspirował go czas, kiedy grał w Australii i wdał się w dyskusję na temat narkotyków z „prostym” facetem. Utwór charakteryzuje się solem gitarowym Randy’ego Rhoadsa, które Gina Boldman z serwisu AllMusic nazwała „jednym z najlepszych z okresu wczesnych lat 80. XX wieku”, dodając ponadto, że jest ono „fachowo wykonane, ze zwięzłą, melodyjną budową, która nigdy nie staje się zbyt ostra lub nadęta”.

## Teledysk
5 listopada 2021 roku w serwisie YouTube ukazał się teledysk do utworu „Flying High Again”, mający formę animowanego kolażu wyciętych z papieru archiwalnych zdjęć Ozzy’ego Osbourne’a i Randy’ego Rhoadsa. 

## Wykorzystanie utworu
Utwór „Flying High Again” znalazł się na albumie Tribute, poświęconym pamięci tragicznie zmarłego w katastrofie lotniczej w 1982 roku Randy’ego Rhoadsa. Było to podwójne wydawnictwo zawierające utwory live z udziałem Rhoadsa grającego na gitarze. Ozzy Osbourne wybrał utwory na album z pomocą matki Rhoadsa i wydał go w 1987 roku.

## Lista utworów
Opracowano na podstawie materiału źródłowego.
Wydanie winyl 7” kanadyjskie 1981
| Nr | Tytuł utworu          | Autorzy                                                | Długość |
| -- | --------------------- | ------------------------------------------------------ | ------- |
| 1. | „Flying High Again”   | Bob Daisley, Lee Kerslake, Ozzy Osbourne, Randy Rhoads | 4:32    |
| 2. | „I Don’t Know (Live)” | Bob Daisley, Ozzy Osbourne, Randy Rhoads               | 4:38    |
|    |                       |                                                        | 9:10    |

Wydanie winyl 7” amerykańskie 1981
| Nr | Tytuł utworu          | Autorzy                                               | Długość |
| -- | --------------------- | ----------------------------------------------------- | ------- |
| 1. | „Flying High Again”   | Lee Kerslake, Max Norman, Ozzy Osbourne, Randy Rhoads | 4:32    |
| 2. | „I Don’t Know (Live)” | Max Norman, Ozzy Osbourne, Randy Rhoads               | 4:38    |
|    |                       |                                                       | 9:10    |

Wydanie winyl 7” europejskie 1981
| Nr | Tytuł utworu        | Autorzy                                                | Długość |
| -- | ------------------- | ------------------------------------------------------ | ------- |
| 1. | „Flying High Again” | Bob Daisley, Ozzy Osbourne, Lee Kerslake, Randy Rhoads | 4:32    |
| 2. | „I Don’t Know”      | Bob Daisley, Ozzy Osbourne, Randy Rhoads               | 4:38    |
|    |                     |                                                        | 9:10    |

## Twórcy
Opracowano na podstawie materiału źródłowego.
Muzycy
- Ozzy Osbourne – wokal
- Randy Rhoads – gitara
- Bob Daisley – gitara basowa
- Lee Kerslake – perkusja

Produkcja
- Max Norman, Ozzy Osbourne, Randy Rhoads, Denny Martin – produkcja muzyczna
- Steve „Skull” Joule – projekt
- Fin Costello, Tony Harrison – fotografie